# Carlos Pujol Jaumandreu
Carlos Pujol Jaumandreu (Barcelona, 1936-16 de gener de 2012) fou un poeta, traductor, editor, historiador de la literatura i novel·lista. Va preparar antologies i edicions de les obres d'Honoré de Balzac, Voltaire, Charles Pierre Baudelaire, George Orwell, Joan Perucho, etc. Fou traductor de francès, anglès, italià, català i castellà. Doctor en filologia romànica, fins al 1977 fou professor de literatura francesa a la Universitat de Barcelona. Va ser membre permanent del jurat del premi Planeta de novel·la en castellà. Va morir a Barcelona el 16 de gener del 2012.